# Star Wars: Příběhy z Impéria
Star Wars: Příběhy z Impéria (v anglickém originále Star Wars: Tales of the Empire) je americký animovaný antologický seriál vydávaný na Disney+, který vytvořil Dave Filoni. Je součástí mediální franšízy Star Wars. Seriál sledujte dvě postavy v období Galaktického Impéria, bývalou Sestru noci a Thrawnovu následovnici Morgan Elsbeth a bývalou Jedi a Ahsočinu kamarádku Barriss Offee.
Seriál byl původně oznámen jako druhá řada souvisejícího seriálu Příběhy rytířů Jedi v dubnu 2023, ale nakonec byl kompletně vydán jako samostatný seriál 4. května 2024.

## Premisa
Příběhy z Impéria se odehrávají v různých érách světa Star Wars a sledují dvě tzv. „cesty“. Jednu cestu sledující mladou Sestru noci Morgan Elsbeth a druhou o bývalé Jedi Barriss Offee.

## Postavy a obsazení podle dílů

### Cesta strachu
- Cathy Ang (v českém znění Soňa Linhartová[3]) jako Morgan Elsbeth, mladá Sestra noci a přeživší útoku Separatistické armády.
- Matthew Wood (v českém znění Rudolf Kubík[3]) jako General Grievous, velitel separatistické armády droidů
- Lydia Look (v českém znění Eva Režnarová[3]) jako matróna, představená horského klanu Dathomirských čarodějnic
- Daisy Lightfoot (v českém znění Pamela Soukupová[3]) jako Nali, čarodějnice z horského klanu
- Diana Lee Inosanto (v českém znění René Slováčková[3]) jako Selena, Sestra noci a matka Morgan
- Suzie McGrath (v českém znění Barbora Hrušková[3]) jako čarodějnice #1
- Meg Marchand jako čarodějnice #2
- Gina Hermosillo jako čarodějnice #3

### Cesta hněvu
- Diana Lee Inosanto (v českém znění Apolena Veldová[3]) jako Morgan Elsbeth
- Lars Mikkelsen (v českém znění Lukáš Hlavica[3]) jako admirál Thrawn
- Xander Berkley (v českém znění Petr Pospíchal[3]) jako kapitán Gilad Pellaeon
- Tom Konkle (v českém znění Luděk Čtvrtlík[3]) jako Moff Isdain
- T. Chao (v českém znění Jan Szymik[3]) jako Wing
- Warwick Davis jako Rukh
- Meg Marchand jako vesničanka
- Shelby Young jako vesničanka

### Cesta nenávisti
- Diana Lee Inosanto (v českém znění Apolena Veldová[3]) jako Morgan Elsbeth
- Shelby Young (v českém znění Veronika Khek Kubařová[3]) jako Nadura, vyslankyně Nové republiky
- Wing T. Chao (v českém znění Jan Szymik[3]) jako Wing, bývalý starosta vesnice
- Katie Sackhoff (v českém znění René Slováčková[3]) jako Bo-Katan Kryze, hlas z komunikátoru a Mandalorianká válečnice
- Steve Blum jako stráž Nové republiky a Reggie

### Zasvěcená
- Meredith Salenger (v českém znění Zuzana Novotná[3]) jako Barriss Offee, bývalá Jedi
- Jason Isaacs (v českém znění Ondřej Kavan[3]) jako Veleinkvizitor
- Rya Kihlstedt (v českém znění Klára Oltová[3]) jako Lyn/Čtvrtá Sestra, Inkvizitorka a bývalá Jedi
- Zeno Robinson (v českém znění Jan Kříž[3]) jako Ahmar, Jedi
- Nicolas Cantu (v českém znění Martin Hruška[3]) jako Dante, Jedi
- Dee Bradley Baker (v českém znění Jan Šťastný[3]) jako klonový voják

### Prozření
- Meredith Salenger (v českém znění Zuzana Novotná[3]) jako Barriss Offee, bývalá Jedi
- Rya Kihlstedt (v českém znění Klára Oltová[3]) jako Lyn/Čtvrtá Sestra, Inkvizitorka a bývalá Jedi
- Ry Chase (v českém znění Václav Šanda[3]) jako Jedi
- Keith Ferguson (v českém znění Jiří Bábek[3]) jako guvernér
- Jordyn Curet (v českém znění Adriana Navrátilová[3]) jako malá dívka

### Východisko
- Meredith Salenger (v českém znění Zuzana Novotná[3]) jako Barriss Offee, bývalá Jedi
- Rya Kihlstedt (v českém znění Klára Oltová[3]) jako Lyn/Čtvrtá Sestra, Inkvizitorka a bývalá Jedi
- Steve Blum (v českém znění Vasil Friedrich[3]) jako průvodce
- Anna Graves (v českém znění Jitka Moučková[3]) jako průvodkyně
- Keston John (v českém znění Jan Teplý[3]) jako otec
- Suzie McGrath (v českém znění Lucie Štěpánková[3]) jako matka

## Seznam dílů
| Č. v seriálu | Původní název     | Český název     | Režie                | Scénář                                          | Premiéra na Disney+ |
| ------------ | ----------------- | --------------- | -------------------- | ----------------------------------------------- | ------------------- |
| 1            | The Path of Fear  | Cesta strachu   | Nathaniel Villanueva | námět: Dave Filoni scénář: Amanda Rose Muñoz    | 4. května 2024      |
| 2            | The Path of Anger | Cesta hněvu     | Steward Lee          | námět: Dave Filoni scénář: Amanda Rose Muñoz    | 4. května 2024      |
| 3            | The Path of Hate  | Cesta nenávisti | Nathaniel Villanueva | námět: Dave Filoni scénář: Amanda Rose Muñoz    | 4. května 2024      |
| 4            | Devoted           | Zasvěcená       | Saul Ruiz            | námět: Dave Filoni scénář: Nicolas Anasatassiou | 4. května 2024      |
| 5            | Realization       | Prozření        | Steward Lee          | námět: Dave Filoni scénář: Matt Michnovetz      | 4. května 2024      |
| 6            | The Way Out       | Východisko      | Nathaniel Villanueva | námět: Dave Filoni scénář: Matt Michnovetz      | 4. května 2024      |